# Theorem von Froude und Rankine
In der Strömungsmechanik besagt das Theorem von Froude und Rankine, dass die Strömungsgeschwindigkeit in der Rotationsebene eines Rotors, Propellers oder einer Turbine sich als der Mittelwert der Strömungsgeschwindigkeiten hinreichend weit stromauf und stromabwärts ausdrücken lässt. Diese Aussage geht auf Robert Edmund Froude und William John Macquorn Rankine zurück.

## Annahmen
Zur Herleitung werden einige Annahmen getroffen:
- horizontale Strömung (potentielle Energie wird nicht betrachtet)
- eindimensionale Strömung
- Turbine wird zur Vereinfachung auf eine Fläche projiziert (keine Ausdehnung stromabwärts)
- unendlicher Druckgradient in der Projektionsfläche (Sprung im Druckverlauf)
- inkompressibles Fluid
- Dissipation wird vernachlässigt
- stationäre Anströmung
- in weiter Entfernung zur Projektionsfläche hat der Druck einen konstanten Wert

## Herleitung
Ausgangspunkt ist die Berechnung der Schubkraft auf eine angeströmte Kreisfläche. Der Schub lässt sich auf zwei Arten ermitteln. Zum einen aus der Impulsänderungsdifferenz:
{\displaystyle S={\dot {m}}\cdot (v_{1}-v_{3})}
welche mit Hilfe der Kontinuitätsgleichung zu
{\displaystyle S=\rho \cdot v_{2}\cdot A\cdot (v_{1}-v_{3})}
wird und zum anderen aus energetischen Betrachtungen in Form der Bernoulli-Gleichungen. Im letzteren Fall werden zwei Stromröhren untersucht. Eine wird vom Anfang des Kontrollbereiches bis unmittelbar vor den zu untersuchenden Querschnitt gelegt (Index 2-). Die zweite beginnt unmittelbar hinter dem Querschnitt und reicht bis zum Ende des Berechnungsgebietes (Index 2+). Jede der beiden Gleichungen wird auf den Druckterm in unmittelbarer Nähe zum Querschnitt 2 umgestellt. Auf Grund der Kontinuitätsgleichung sind die Strömungsgeschwindigkeiten {\displaystyle v_{2-}} und {\displaystyle v_{2+}} gleich, sodass sich nach einem Subtrahieren der zweiten von der ersten Gleichung eine Druckdifferenz in folgender Form bilden lässt:
{\displaystyle p_{2-}-p_{2+}={\frac {\rho }{2}}\cdot (v_{1}^{2}-v_{3}^{2})}.
Diese Druckdifferenz mit dem Querschnitt multipliziert ergibt erneut eine von der Strömung auf den Rotor ausgeübte Kraft:
{\displaystyle S=A\cdot {\frac {\rho }{2}}\cdot (v_{1}^{2}-v_{3}^{2})}.
Gleichsetzen und umstellen der Gleichungen liefert:
{\displaystyle v_{2}={\frac {1}{2}}\cdot (v_{1}+v_{3})}.

## Anwendung
Das Theorem wird beispielsweise bei der Herleitung des Betz'schen Beiwertes für Windkraftanlagen benötigt.